# Groupe de NGC 6407
Le groupe de NGC 6407 comprend au moins cinq galaxies situées dans la constellation du Autel. La distance moyenne entre ce groupe et la Voie lactée est d'environ 66,3 Mpc (∼216 millions d'al).
- Note. Les coordonnées indiquées par Garcia sont celles de l'l'époque B1950, ce qui est près de la frontière entre le Paon et l'Autel. Il faut transformer ces coordonnées[2] pour celles de l'époque J2000 pour obtenir la constellation[3] de la position du centre de masse du groupe. Celui de ce groupe est dans le Paon.

## Membres
Le tableau ci-dessous liste les cinq galaxies du groupe indiquées dans l'article de A.M. Garcia paru en 1993.
| Nom        | Class. | Type | α (J2000.0)  | δ (J2000.0)   | Vitesse radiale (km/s) | m         | Distance (Mpc) | Diamètre (kal) |     |
| ---------- | ------ | ---- | ------------ | ------------- | ---------------------- | --------- | -------------- | -------------- | --- |
| NGC 6407   | Paon   | S?   | Spirale      | 17h 44m 57.7s | -60° 44′ 23″           | 4625 ± 32 | 11,5           | 68,4 ± 4,8     | 317 |
| ESO 139-1  | Autel  | S0?  | Lenticulaire | 17h 30m 27.9s | -61° 01′ 43″           | 4373 ± 45 | 13,19 ± 0,09   | 64,9 ± 4,6     | 127 |
| ESO 139-5  | Autel  | S0?  | Lenticulaire | 17h 34m 19.6s | -60° 52′ 18″           | 4747 ± 20 | 12,91 ± 0,09   | 70,3 ± 4,9     | 168 |
| ESO 139-8  | Autel  | S0?  | Lenticulaire | 17h 34m 59.8s | -61° 00′ 09″           | 4202 ± 45 | 13,82          | 62,3 ± 4,9     | 128 |
| ESO 139-37 | Paon   | S0?  | Lenticulaire | 17h 52m 14.0s | -60° 44′ 56″           | 4460 ± 60 | 14,02 ± 0,09   | 65,9 ± 4,7     | 128 |

Le site DeepskyLog permet de trouver aisément les constellations des galaxies mentionnées dans ce tableau ou si elles ne s'y trouvent pas, l'outil du site constellation permet de le faire à l'aide des coordonnées de la galaxie. Sauf indication contraire, les données proviennent du site NASA/IPAC.